# Comuna Șîbena, Teofipol
Șîbena (în ucraineană Шибена) este o comună în raionul Teofipol, regiunea Hmelnîțkîi, Ucraina, formată din satele Șîbena (reședința) și Uleanove.

## Demografie
Componența lingvistică a comunei Șîbena
     Ucraineană (99,51%)
     Alte limbi (0,41%)
Conform recensământului din 2001, majoritatea populației comunei Șîbena era vorbitoare de ucraineană (99,51%), existând în minoritate și vorbitori de alte limbi.